# Kanon (Steuer)

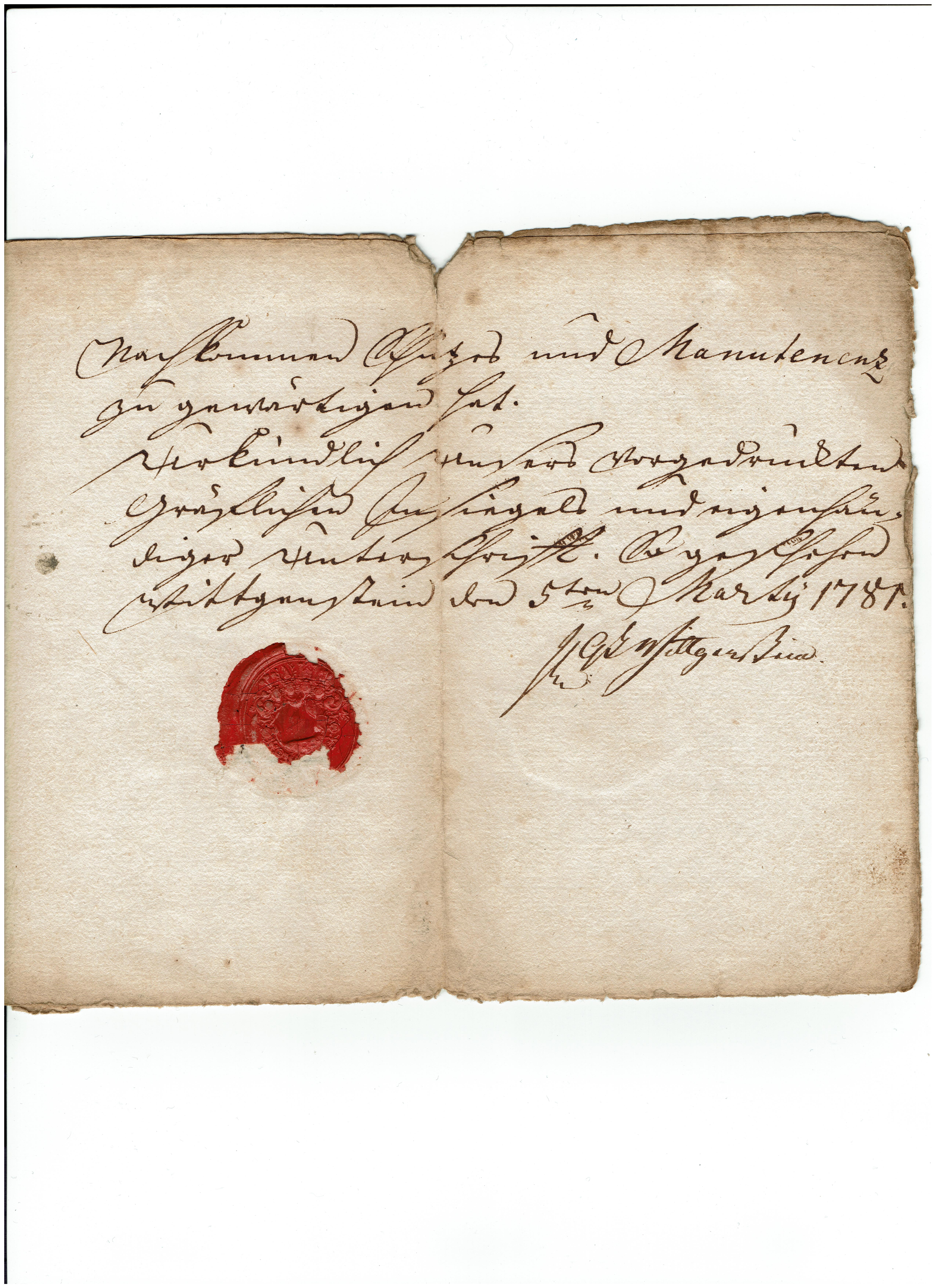
Endstück des Kanonbriefs für Johann Georg Althaus zu Benfe, unterzeichnet von Graf Johann Ludwig zu Sayn-Wittgenstein-Hohenstein am 5. März 1781.

Der Kanon war im 18. Jahrhundert ein wiederkehrender, privilegierter Jahreszins, den die neuen Siedler der beiden Grafschaften in Wittgenstein an ihren Grundherrn zahlten. Damit waren die neuen Siedler von allen anderen Abgaben befreit.
Im Zeitalter des Merkantilismus trat der Schutz der Wälder in Wittgenstein vor allzu großer Beanspruchung hinter dem Ziel einer intensiven Nutzung zurück. Schon die Köhlerei führte in ihren Ausmaßen zu einem Raubbau der Wälder, hinzu kam eine intensive Rodungstätigkeit, eine neue sogenannte innere Kolonisierung. Der Nahrungsraum für die anwachsende Bevölkerung war in den engen Dorfgrenzen zu klein geworden. Neue Wiesen und Äcker konnten nur durch eine Ausweitung der Rodung gewonnen werden. Mit diesen wirtschaftlichen Zielen gingen auch territorialpolitische Überlegungen der Grafen einher: In den siedlungsarmen Gebieten waren die angrenzenden Nachbarn eher geneigt, sich fremdes Holz anzueignen oder das Vieh zur Mast in den nachbarlichen Wald zu treiben. Insofern waren neue Siedlungen im Grenzbereich ein wirkungsvoller Schutz gegen unerwünschte Übergriffe. Das Recht zur Rodung war immer schon ein Privileg; auch die Neusiedler des 18. Jahrhunderts erhielten von den Grafen zu Wittgenstein gegenüber den eingesessen Bauern gewisse Vorrechte als Anreiz zur Rodung bisher unerschlossener Gebiete. Der ihnen neu zugewiesene Rodungsraum wurde ihnen vom Grundherrn auf Erbleihe überlassen. Die ersten drei Jahre – es war die arbeitsintensive Rodungszeit, einschließlich des Hausbaus- waren frei von Abgaben. Danach zahlte der neue Lehnsmann den in seinem Lehnsbrief festgelegten und wiederkehrenden Jahreszins, den „Kanon“, (auch Canon, entlehnt aus dem Griechischen im Sinne von Messstab, Richtschnur, festgesetzte Ordnung). Mit der Zahlung des Kanons waren alle Verpflichtungen gegenüber dem Lehnsherrn, auch die Zehnten oder bestimmte Hand- und Spanndienste aber auch Jagddienste pp.- abgegolten. Der vom Grundherrn ausgefertigte Lehnsbrief für den Neusiedler wurde Kanonbrief genannt, das Rodungsrecht nannte man Kanonrecht, die neuen Siedler wurden als Kanonisten bezeichnet. Die neu entstandenen Siedlungen nannte man häufig Kanonistendörfer, einzelne Höfe tauchen im Schriftverkehr als Kanongüter auf.
In der Nordgrafschaft (Sayn-Wittgenstein-Berleburg) zählen z. B. die Höhendörfer an der Grenze zum Bistum Kurköln, Neuastenberg und Langewiese zu den Kanondörfern, die Höfe Dambach und Rüsselsbach sowie die beiden Höfe auf dem Sohl oberhalb von Weidenhausen waren Kanongüter. In der Südgrafschaft (Sayn-Wittgenstein-Hohenstein) entstanden die Dörfer Zinse, Benfe, Heiligenborn, Weide und Stünzel, dazu eine Vielzahl von Einzelgehöften nach Kanon-Recht. Die Zahlungen nach Kanon-Recht setzten sich auch in den ersten Jahrzehnten des 19. Jahrhunderts fort, wobei meist die alten Verträge mit den Rechtsnachfolgern erneuert und neue Rechtsverhältnisse eher selten begründet wurden. Nach dem Wiener Kongress trat das Großherzogtum Hessen die beiden Wittgensteiner Fürstentümer an das Königreich Preußen ab. Preußen drängte darauf, die Abhängigkeit der Bauern von den Grundherren zu beseitigen. Dennoch dauerte es noch bis zum 22. Dezember 1839, als die Ablösung aller Reallasten verkündet werden konnte und die Wittgensteiner Bauern Eigentümer ihrer bisher verliehenen Güter werden konnten. Dies war das Ende des Kanons in Wittgenstein.